# Mencey
Un Mencey est un roi guanche de l'île de Tenerife durant l'époque de la conquête espagnole (1494-1496).

## Menceyeros

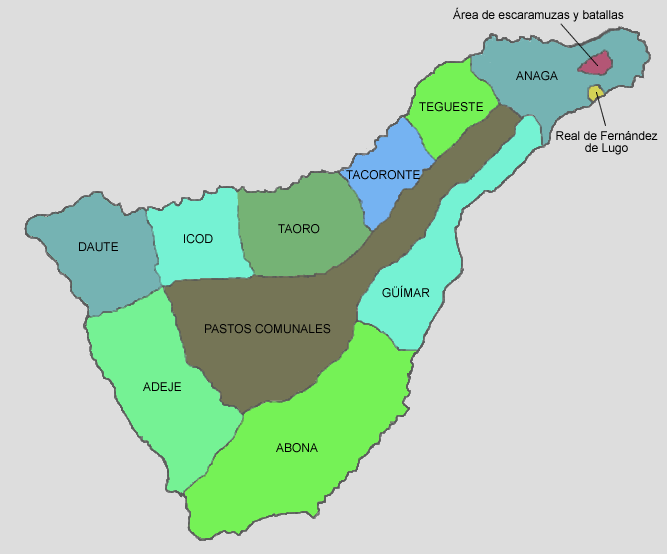
Les neuf menceyatos avant l'invasion espagnole de Tenerife.

L'île était autrefois gouvernée par un seul roi, dont les plus célèbres sont Sunta et son fils Tinerfe. C'est après la mort de ce dernier que le royaume fut partagé entre ses neuf fils, titulaire chacun d'une collectivité territoriale :
- Acaimo ou Acaymo, du Menceyato de Tacoronte
- Adjoña, du Menceyato de Abona
- Añaterve, du Menceyato de Güímar
- Bencomo, du Menceyato de Taoro
- Beneharo, du Menceyato de Anaga
- Pelicar, du Menceyato de Adeje
- Pelinor, du Menceyato de Icode
- Romen, du Menceyato de Daute
- Tegueste, du Menceyato de Tegueste

## Conquête des Canaries
En 1494, Alonso Fernández de Lugo, capitaine général des côtes africaines, débarque à Tenerife et y fonde un avant-poste, qui deviendra Santa Cruz de Tenerife.
Il essuie une défaite cinglante à la Matanza de Acentejo.
Cependant, les Guanches furent battus à la bataille d'Aguere en novembre 1494. Ils sont vaincus définitivement à la seconde bataille d'Acentejo le 25 décembre 1495. 
La conquête de Tenerife marque la fin de la conquête de l'archipel et la fin de la civilisation guanche.